# Ernesto Castano
Ernesto Castano (Cinisello Balsamo, 2 mei 1939 - Turijn, 5 januari 2023) was een Italiaans voetballer die voorkeur had als een verdediger.

## Carrière
Castano is geboren in Cinisello Balsamo. Castano is begonnen met voetballen bij AC Legnano in 1956. In 1957 ging hij naar US Triestina daarna ging hij naar hij naar Juventus waarmee hij had 265 competitiewedstrijden gespeeld. Hij beëindigde zijn voetbalcarrière in 1970.
Castano maakt zijn debuut bij Italië in 1959. Castano heeft 7 wedstrijden gespeeld voor zijn nationale ploeg. Hij maakte deel uit van de selectie voor het voetbaltoernooi op de EK 1968. Castano won Europees kampioenschap 1968 met zijn nationale ploeg.
Castano overleed op 5 januari 2023.

## Erelijst

### Juventus
- Coppa Italia (3) : 1958-1959, 1959-1960, 1964-1965
- Serie A (3) : 1959–1960, 1960–1961, 1966–1967

### Italië
- Europees kampioenschap (1) : 1968